# Герой асфальта
Геро́й асфа́льта (укр. Герой асфальту) ― третій студійний альбом гурту «Ария». Це перший альбом після розколу гурту на початку 1987 року і перший за участю Віталія Дубініна, Сергія Мавріна та Максима Удалова. Альбом мав неабиякий успіх, його продажі перевищили 1 мільйон примірників (що в США відповідає платиновому статусу), але точний тираж невідомий навіть фірмі «Мелодія», хоча, за її словами, було надруковано щонайменше 1,5 мільйона платівок.

## Список композицій
Автор слів М. Пушкіна. 
| #  | Назва                                     | Автор музики       | Тривалість |
| -- | ----------------------------------------- | ------------------ | ---------- |
| 1. | «На службе силы зла»                      | Дубінін, Холстінін | 7:10       |
| 2. | «Герой асфальта»                          | Маврін, Дубінін    | 5:11       |
| 3. | «Мёртвая зона»                            | Кіпєлов            | 6:43       |
| 4. | «1100»                                    | Холстінін          | 4:55       |
| 5. | «Улица Роз»                               | Дубінін            | 5:56       |
| 6. | «Дай руку мне» (тільки на магнитоальбомі) | Маврін, Дубінін    | 5:17       |
| 7. | «Баллада о древнерусском воине»           | Дубінін, Холстінін | 8:31       |

## Склад
- Валерій Кіпєлов - вокал
- Володимир Холстінін - гітара
- Сергій Маврін - гітара
- Віталій Дубінін - бас-гітара, бек-вокал
- Максим Удалов - барабани